# Michael Noonan (Fine Gael)

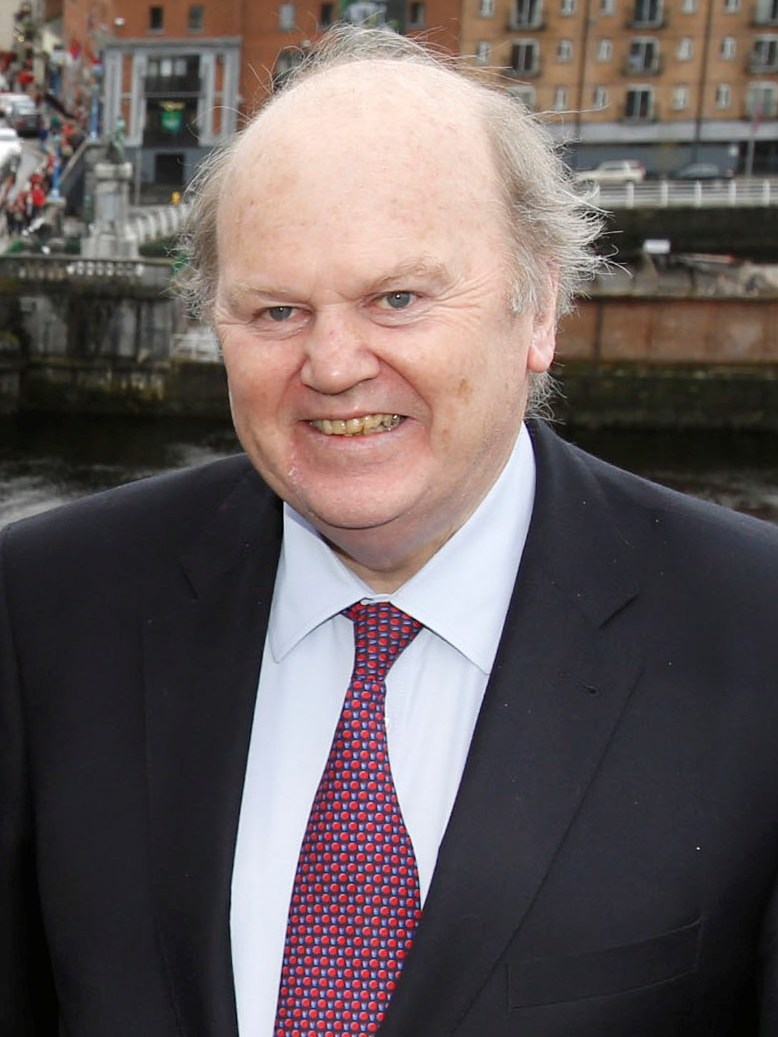
Michael Noonan (2014)

Michael Noonan (irisch Mícheál Ó Nuanáin, * 21. Mai 1943) ist ein irischer Politiker der Fine Gael und war mehrfach Minister.

## Leben
Michael Noonan wurde 1981 bei den Wahlen zum 22. Dáil Éireann für seine Partei erstmals für Limerick in das Unterhaus des irischen Parlaments gewählt.
Während des 24. Dáil Éireann wurde Noonan von Premierminister (Taoiseach) Garret FitzGerald im Dezember 1982 als Justizminister erstmals in eine Regierung berufen. Dieses Amt übte er bis zum Februar 1986 aus und wurde dann im Rahmen einer Kabinettsumbildung Minister für Industrie und Handel. Zusätzlich wurde er im Januar 1987 Energieminister, nachdem es zu einer Krise innerhalb der Koalitionsregierung aus Fine Gael und Labour Party kam. Nach den Wahlen 1987 wurde die Regierung FitzGerald am 10. März 1987 durch eine Einparteienregierung der Fianna Fáil unter Premierminister Charles Haughey abgelöst.
Im Anschluss war Noonan Oppositionssprecher für Finanzpolitik. Während des 26. Dáil bekleidete er vom 19. Juli 1989 bis zum 11. Februar 1992 das eines Staatsministers im Marineministerium.
Als es am 15. Dezember 1994 zum Bruch der Koalitionsregierung von Fiánna Fail und Labour Party kam, wurde er vom neuen Premierminister John Bruton zum Gesundheitsminister in der sogenannten Regenbogenkoalition von Fine Gael, Labour Party und Democratic Left. Dieses Amt behielt er bis zum Ende der Koalitionsregierung am 26. Juni 1997. Im Anschluss war er wiederum finanzpolitischer Sprecher der Opposition.
Nach dem Sturz von Bruton als Vorsitzender der Fine Gael wurde er 2001 dessen Nachfolger. Allerdings erlebte seine Partei bei den Wahlen zum 29. Dáil Éireann am 17. Mai 2002 erdrutschartige Verluste, als sie 23 ihrer 54 Mandate verlor. Noonan zog daraus die Konsequenzen, trat als Parteiführer zurück und wurde als solcher von Enda Kenny abgelöst.
Zuletzt war er vom 21. Oktober 2004 bis zum 29. April 2007 Vorsitzender des Unterhausausschusses für Rechnungsprüfung (Committee of Public Accounts).
Ab Juni 2010 als Nachfolger von Richard Bruton war er wieder Sprecher der Opposition für Finanzpolitik.
Von März 2011 bis Juni 2017 war er Finanzminister der Regierung unter Enda Kenny.
Im November 2021 erhielt Noonan ein Ehrendoktorat der University of Limerick.